# 朱鉉
朱鉉（1943年3月1日—），韓國男演員，另譯朱玄。

## 影視作品

### 電視劇
- 1981年：KBS《大命》飾演 元斗杓
- 1989年：MBC《第二共和国》飾演 李厚洛
- 1991年：KBS《兄》
- 1995年：MBC《第四共和国》飾演 金日成
- 1996年：KBS《顏色》第1話 白色
- 1996年：MBC《世上最美麗的離別》飾演 鄭哲
- 1997年：MBC《復仇血戰》
- 1998年：MBC《害羞的戀人》
- 1999年：MBC《我們真的愛過嗎？》
- 1999年：MBC《再見我的愛》飾演 崔賢秀
- 1999年：KBS《請相愛》
- 2001年：KBS《脆弱的心》飾演 朴載福
- 2001年：MBC《情定大飯店》
- 2001年：MBC《商道》
- 2001年：MBC《悄悄愛上你》
- 2002年：KBS《一起結婚吧》
- 2002年：MBC《三劍客》飾演 鄭德八
- 2003年：KBS《黃色手帕》飾演 李運圭
- 2003年：MBC《情書》飾演 鄭明宇
- 2004年：KBS《比花還美》
- 2004年：MBC《玫瑰戰爭》
- 2004年：SBS《愛在哈佛》飾演 書仁父
- 2005年：MBC《美妙人生》飾演 韓凡秀
- 2005年：MBC《秘密男女》
- 2005年：MBC《我們結婚吧》
- 2006年：SBS《愛上醜八怪》
- 2007年：KBS《幸福的女人》飾演 崔賢斗
- 2007年：KBS《我們幸福的幾個質疑》
- 2007年：SBS《尋找兒子三萬里》
- 2008年：MBC《大象》
- 2009年：KBS《即使恨也要再愛一次》飾演 崔成國
- 2009年：MBC《做得好 做的妙》
- 2011年：tvN《花美男拉麵店》飾演 車玉均
- 2012年：MBC《武神》飾演 崔忠獻
- 2012年：MBC《不能沒有你的生活》飾演 金風基
- 2013年：SBS《錢的化身》飾演 李鐘萬
- 2013年：SBS《熱愛》飾演 楊太信
- 2015年：tvN《Heart to Heart》飾演 高尚奎
- 2016年：tvN《Dear My Friends》飾演 李成載
- 2016年：SBS《浪漫醫生金師傅》飾演 申會長
- 2019年：KBS《我世上最漂亮的女兒》飾演 鄭大哲
- 2019年：MBC《沒有第二次》飾演 崔巨福

### 電影
- 2002年：《拯救老公大作戰》
- 2003年：《我的老婆是老大2》
- 2005年：《我生涯中最美的一周》
- 2006年：《九尾狐家族》
- 2007年：《麻婆島之花2》
- 2007年：《第一街的奇蹟》
- 2007年：《愛情》
- 2013年：《追擊者》
- 2013年：《偉大的隱藏者》
- 2016年：《國家代表2》
- 2023年：《芭蕾復仇曲》

## 外部連結
- NAVER （页面存档备份，存于）